# 2020年中國大陸停電限電事件
2020-2021年中國大陸停電限電事件，是指在2020年12月中下旬到2021年1月上旬间中國大陸多個地區推行限電措施，或者计划外大規模停電，市民生活受到影響，其中以湖南省情况最为严峻，国网湖南电力一度宣布全面进入“战时状态”。

## 起因
對此事件的原因，現時存在諸多解釋。其中包括供電能力不足、民眾用電增加、節能減排指標等可能的說法。

### 澳洲煤炭假說
中國電力來源以火力發電為主，佔總體發電量七成。統計數據表明1-11月，中国煤炭产量34.8亿吨，煤炭进口量2.6亿吨。11月中旬，北京當局被指為了報復澳洲，對澳洲採取各種進口限制，其中就包括發電用的煤炭。
2020年12月，中國大陸煤炭價格大幅上漲，供不應求。有分析認為，停電跡象可能與中國澳洲的貿易戰，禁止煤炭進口有關。而截至11月，中國从澳洲进口煤炭有7000余万吨，占中国用煤总量的约1.9%，和2019年進口的7500萬吨，相差僅500萬吨（約一個月進口量）。此外，澳洲動力煤佔中國動力煤進口量在2019年達約57%並在2020年1月至8月佔約相同百分比。數據顯示中國對澳洲貿易禁令的影響有限。中國官員也否認電力緊張的原因是禁止澳洲煤炭進口，同時根據中國大陸2020年動力煤產量為39.1億噸分析，澳洲動力煤並不能對中國大陸火力發電產生明顯影響。而中國境內部分地區被指存在大量能源缺口。除此之外，國家發改委表示，「机组故障」導致部分地區煤電機組故障停運；而部分地區「外受电能力有限」，不足以從其他地區調動足夠電力供應以補足缺口。紐時也有指出，近期加強管理煤礦安全，防止事故與污染等規定，也可能導致礦產供應不足。

### 寒潮來襲說
國家發改委表示，部分地區「工业生产快速恢复」，工業用電快速增長，而極寒天氣加上電暖器普及，又促使住宅用電量增長。

### 節能減排指標
也有中國學者說，無預警停電跟地方政府年底減排指標有關。

## 各地情況
2020年12月中旬，湖南省、江西省、浙江省等省份陸續發布有限用電或者限電通知，衝擊不少民眾的生活。其中，国网湖南電力甚至一度宣布進入“戰時狀態”。

### 廣東省
12月21日凌晨，廣州市白雲、越秀、荔灣等地區突发停電，部分地区影响到大楼供水。白云区甚至在凌晨3時仍未恢復，之后廣州供電局解释21日凌晨三元里、羅沖圍的供电受到影响，所在的水厂也受到影响，并已派人搶修，一小時左右就恢復全部供電。但有網民不接受供電局解釋，又形容官方在遮掩事故太丟臉。
也有报道指，東莞市、深圳市、中山市、佛山市、惠州市、珠海市等地也出現無預警停電。

### 北京市
12月21日至25日，北京市豐台區、西城區、東城區、昌平區等部分街道社區都相繼停電。另外，北京市內不同地區停電時間不同，疑似為「輪流停電」的狀況。
2021年1月6日，北京遭逢寒流來襲，海淀區的氣溫下降到零下17°C。而北京部分地區的居民6日一早就出現家中停水停電停暖的情況。

### 上海市
12月22日早上，上海市多個地段計劃停電12小时，包括唐家灣路、新河馬路，新河鎮等路段和地區。上海市電力公司回應的時候說，只是進行計劃內的安全檢修，屬於日常的電網維修工作。
2021年1月7日，上海有不少地區在無預警的情況下突然停電，好多人表示自己家裡的電閘反覆「跳掣」，而且街燈失靈，全市發生超過 4,500 次故障，不過上海電力部門表示是因為當地用電負荷創下新高。

### 湖南省
湖南省人民政府下令，每日指定時間，大部分建築物外面和廣告大屏的照明都要關閉，辦公大樓週末不供電。居民不可以用電爐或者焗爐。另外，因應限電措施，電梯停開，有工人因而要爬幾十層樓梯。2020年12月19日，国网湖南省电力有限公司宣布全面进入保供电“战时状态”。

### 浙江省
在浙江省義烏市，政府曾經嘗試幾天不開路燈，直到居民投訴安全問題。另外，有些工廠被要求間歇性停工，以控制用電量。由於很多工廠要應付年底要出貨的訂單，他們都搶購或者租用柴油發電機。亦有商人因停電，損失慘重。在溫州市，政府要求一些公司，除非氣溫下降到接近零度，否則不要在辦公室開暖氣。

### 江西省
江西省为减少电力缺口，進行可中断负荷及有序用电工作。

## 评论
- 12月17日，国家发改委表示，工业生产高速增长和低温寒流叠加导致电力需求超预期高速增长，但居民用電未受影響[34]。12月28日，国家发展改革委经济运行调节局主要负责人表示，湖南限电基本恢复，江西自12月19日起未再限电，浙江个别地方也进行纠正。湖南江西电厂存煤可用天数均保持在18天的水平[35]。
- 南方电网能源发展研究院能源战略与政策研究所所长陈政表示12月的全國大範圍寒潮，導致「全国用电负荷出现反季节大幅增长，创冬季历史负荷新高，但因统筹应对得当电力供应总体平稳」[36]
- 《自由時報》報導形容，是中國政府制裁澳洲煤炭，結果“自嘗苦果”[27]。

## 類似事件
- 2002年中國大陸因供電量不足而造成限電。[1]
- 2008年中国雪灾：2008年，中國大陸部分南部省區，因雪災造成用電量上升，而引致缺電。[1]
- 2021年中國大陸停電限電事件：2021年7月开始、8月下旬起恶化的中国大陆大范围停电限电事件，影响波及中国大陆20省、自治区、直辖市，其中以中国东北地区的情况最为严峻。
- 2021年興達發電廠停機事故
- 2021年得克萨斯州大停电